# Opel Eisenach

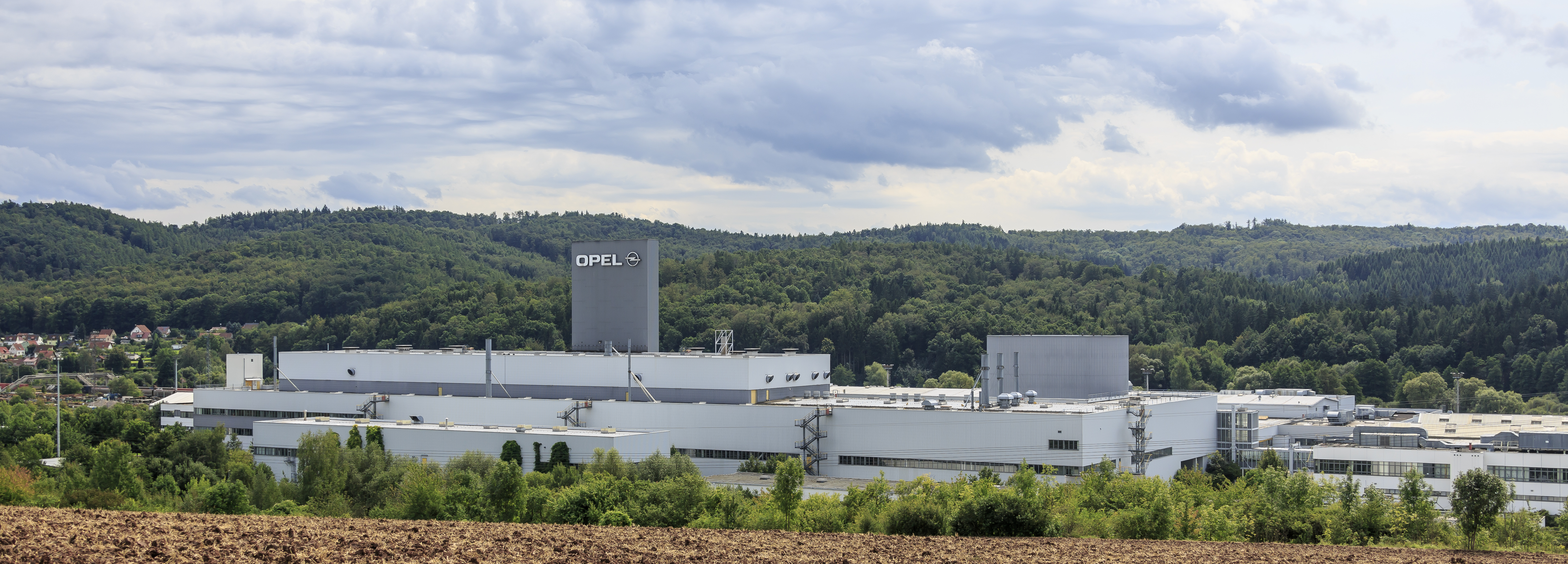
Werksansicht (2014)

Die Opel Automobile GmbH Eisenach  ist ein in Eisenach, Thüringen, ansässiges Werk der
Opel Automobile GmbH mit 1.800 Mitarbeitern.

## Geschichte

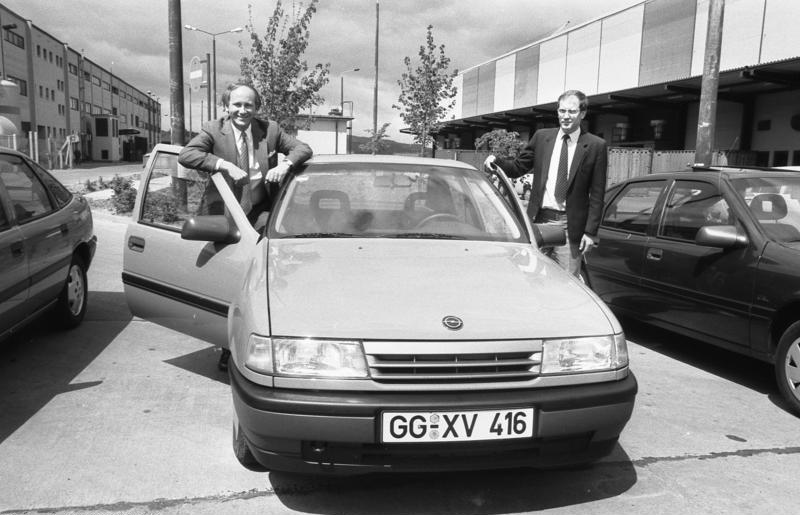
Vorstellung des Opel Vectra im Werk Eisenach, Mai 1990

Im März 1990 wurde eine Zusammenarbeit zwischen dem Automobilwerk Eisenach (AWE) und der Adam Opel AG vereinbart und der Aufbau eines Eisenacher Opelwerkes in dem in den 1980er Jahren errichteten AWE-Betriebsteil im Westen der Wartburgstadt, beschlossen. Bereits am 5. Oktober 1990 wurde gemeinsam mit dem damaligen Automobilwerk Eisenach eine Montagelinie für den Opel Vectra eröffnet. Ehrengast der feierlichen Inbetriebnahme war Bundeskanzler Helmut Kohl.
Am 13. Dezember 1990 unterzeichneten der Präsident der Treuhandanstalt, Detlev Rohwedder, der Vorstandsvorsitzende der Adam Opel AG, Louis R. Hughes, und der Geschäftsführer des Automobilwerkes Eisenach einen Grundstückskaufvertrag, um den Bau eines neuen Automobilmontagewerkes zu ermöglichen. Am 7. Februar 1991 erfolgte die Grundsteinlegung, am 9. September 1991 das Richtfest für das neue Werk, in das Opel rund eine Milliarde D-Mark investierte. Fast zeitgleich wurde das Automobilwerk Eisenach abgewickelt und die dortige Produktion des Wartburg 1.3 eingestellt.
Das neue Werk startete am 23. September 1992 mit der Produktion der Modelle Astra und Corsa. Es galt mit seinen 1900 Mitarbeitern zu dieser Zeit als eines der erfolgreichsten und produktivsten Automobilwerke in Europa.
Mit der Einführung des Dreischichtsystems wurde die Aufbauphase des Werkes am 4. Oktober 1993 abgeschlossen. Am 16. Oktober 1996 lief der fünfhunderttausendste in Eisenach gebaute Opel vom Band, am 16. November 1999 der einmillionste.
Im Zuge der wirtschaftlichen Probleme des Mutterkonzerns General Motors infolge der Finanzkrise ab 2007 stand vorübergehend auch der Erhalt des Opelwerkes Eisenach in Frage. Zeitweise war die Produktion im Werk eingestellt worden.
Am 10. Januar 2013 begann in Eisenach die Serienproduktion des Kleinstwagens Opel Adam. Für dessen Produktion wurden 190 Millionen Euro in das Eisenacher Werk investiert.
Seit November 2013 war das Werk Eisenach ein Teil der Adam Opel AG und trat als Adam Opel AG Werk Eisenach auf, seit 2017 als Opel Automobile GmbH Werk Eisenach.
Fernando Andreu vom Opel-Werk Saragossa ist seit Januar 2018 Werksleiter in Eisenach, er löste Pieter Ruts ab, der die Funktion des Industrial Program Directors in der Opel-Zentrale übernahm. Im Herbst 2018 wurde das Ende der Adam-Produktion für Mai 2019 angekündigt; danach sollte das Werk modernisiert und dann der Opel Grandland X, ab 2020 auch als Hybridvariante produziert werden. Schon im August waren erste Schritte zum Produktionswechsel angelaufen, die die laufende Produktion nicht beeinträchtigten.
Am 3. Mai 2019 rollte nach 26 Jahren der letzte Opel Corsa in Eisenach vom Band. Der Corsa F wird seit Juni 2019 nur noch im Stellantis-Werk in Saragossa gefertigt. Auch der letzte Opel Adam rollte am 3. Mai 2019 nach mehr als sechs Jahren vom Band.
Im September 2021 kündigte ein Unternehmenssprecher an, wegen des weltweiten Chipmangels die Produktion in dem Werk für drei Monate einzustellen.
Im März 2023 gab Stellantis bekannt, mehr als 130 Mio. Euro in den Standort zu investieren, um ab der zweiten Jahreshälfte 2024 den auf der „STLA Medium“-Plattform basierenden, elektrischen Nachfolger des Grandland zu produzieren.

## Chronologische Fertigungsübersicht
- 00.1990 – 00.1992: Opel Vectra
- 09.1992 – 04.1995: Opel Astra F
- 06.1993 – 07.2000: Opel Corsa B
- 04.1998 – 12.2000: Opel Astra G
- 08.2000 – 07.2006: Opel Corsa C
- 10.2001 – 07.2003: Opel Astra G
- 08.2006 – 10.2014: Opel Corsa D
- 01.2013 – 05.2019: Opel ADAM
- 08.2014 – 05.2019: Opel ADAM ROCKS
- 11.2014 – 05.2019: Opel Corsa E
- 01.2015 – 05.2019: Opel ADAM S
- 08.2019 – 00.0000: Opel Grandland X
- 08.2019 – 00.0000: Opel Grandland X PHEV

## Verkehrsanbindung
An der Thüringer Bahn befindet sich ein Haltepunkt im Schienenpersonennahverkehr. Dieser wird von der Linie RB 6 bedient.
| Linie | Verlauf | Takt                                     | Betreiber |
| ----- | --- | ---------------------------------------- | --------- |
| RB 6  | Eisenach Hbf – Eisenach West – Eisenach Opelwerk – Hörschel – Herleshausen – Gerstungen – Wildeck-Obersuhl – Wildeck-Bosserode – Wildeck-Hönebach – Ronshausen – Bebra Stand: Fahrplanwechsel Dezember 2024 | 60 min (wochentags) 120 min (Wochenende) |           |

Die Stadtbuslinie 2 des Verkehrsunternehmen Wartburgmobil verbindet das Werk mit dem Eisenacher ZOB.